# Мартино, Борис Борисович

Б. Б. Мартино в 1949 году. Фото из личного дела «Ди-Пи».

Бори́с Бори́сович Мартино (позывной — «Старый Волк», 5 июня 1917, Кронштадт, Российская империя — 22 июля 1962, Мюнхен, ФРГ) — видный руководитель, идеолог и организатор русской молодёжи в эмиграции. Возглавлял подпольную работу русских скаутов-разведчиков в Европе во время Второй мировой войны. Первый старший скаутмастер ОРЮРа. Один из лидеров (Околович, Мартино, Романов-Островский) «закрытого сектора» НТС. Член РОДа. Член Совета СМНР при Гражданском управлении КОНРа.

## Биография
Боря Мартино родился 5 июня 1917 года в Кронштадте в семье офицера Российского императорского флота Бориса Ивановича Мартино и Виктории Августовны. В 1919 году семья эвакуировалась в Крым, а оттуда в Королевство СХС. В Сараеве отец преподавал французский язык в мусульманской гимназии и работал инженером-электриком.
1926 — поступил в гимназию в возрасте 9 (хотя принимали только с 10) лет и присоединился к югославским скаутам.
1 февраля 1931 года Боря Мартино стал «вожаком» звена «Ласточка», помощником «вожака» стал друг Мартино Слава Полчанинов, в звене был также Слава Пелипец. 4 апреля 1931 года педагог-скаутмастер Иван Семёнович Светов вдохновил скаутов-одиночек на создание русского скаутского звена «Волк», лидером которого был Боря Мартино. 15 июня из кадетов было образовано звено «Белый медведь» и таким образом основан Сараевский генерала Корнилова отряд русских скаутов.
1934 — скаут-инструктор, окончил VIII югославский курс для руководителей (КДП) на Плитвицких озёрах, девизом которого было «БКС!» (слова из стихотворения «Будем как солнце! Забудем о том…» К. Бальмонта). 1934—1939 — студент заочного отделения юридического факультета Белградского университета.
1935 — помощник скаутмастера.
1937 — член Национального союза русской молодёжи (НСРМ) (позднее, в результате реформирования, переименованный в НТС), вёл работу с детьми на основе новой идеологии.
1938 — в июне, по заданию НТС разузнать о провале агентурной сети и арестах, Б. Б. Мартино выехал из Югославии под предлогом навестить тётку (по матери), жившую в Финляндии, проехал через Литву, Латвию, Эстонию, Валаам.
1939 — окончил Школу пехотных офицеров запаса в Сараеве.
1938—1939 — секретарь отдела НОРСа Югославии. С ноября 1938 года — скаутмастер. 1939—1941 — помощник начальника Инструкторской части НОРСа. С марта 1940 — главный секретарь штаба Инструкторской части. Начал издание «Вестника инструкторской части».
1942 — НТС направил Б. Б. Мартино в Варшаву (Генеральная губерния) в распоряжение С. Л. Войцеховского, с целью помощи разведотделу Абвера Sonderstab R (а позже, с 1943 — Sonderstab Ingvar) отбирать агентуру для заброски в СССР. Капрал патруля и друг Мартино, Р. В. Полчанинов занимался тем же в Псковской православной миссии на оккупированных нацистской Германией территориях. В марте 1942 года гитлеровцами были созданы учебные лагеря в Циттенхорсте, а затем в Вустрау под Берлином, в которые вербовали военнопленных для предстоящей административной работы на Востоке; в лагерях преподавали руководители НТС, которые подготавливали пропагандистов, партизанских лидеров, политических организаторов, саботажников.
1944 — в июне приехал к скаутмастеру Георгию Львовичу Лукину в Грац для создания курсантского лагеря на 20 человек.
1945 — в январе начальником СМНР был назначен лейтенант Дьячков (член НТС), а Б. Б. Мартино был назначен членом Совета СМНР при Гражданском управлении КОНРа. В 1945 году в Мюнхене на съезде руководителей юных разведчиков Инструкторская часть была реорганизована в Главную квартиру ОРЮРа, а Б. Б. Мартино был назначен заместителем в Европе старшего русского скаута О. И. Пантюхова. В 1945 году Б. Б. Мартино находился в Меммингене в составе РОДа под руководством Г. Л. Лукина, «работал» в лагерях для перемещённых лиц.
28—30 сентября 1947 (1945) года в лагере «Старый бук» (Легау) на II съезде руководителей ОРЮРа, старший скаутмастер Мартино был избран руководителем ОРЮРа.
1950-е — служил в Институте изучения СССР, «Посеве», Русском информационном агентстве.
1952 — в «закрытом секторе» НТС (то есть разведке НТС, на жаргоне НТС — «кусты»). В ЦРУ Б. Б. Мартино характеризовали как «блестящего инструктора, пользующегося полным уважением офицеров ЦРУ и агентов из рядов НТС».
1958—1962 — работал на радио «Свобода» в Мюнхене в отделе новостей. Его работа заключалась в записи под диктовку радио-новостей ТАСС и перевода их на немецкий язык. Кроме того, Б. Б. Мартино подрабатывал на радио «Голос Америки».
22 июля 1962 года скончался в госпитале Отобрунн близ Мюнхена. Похоронен на кладбище Friedhof am Perlacher Forst на участке № 1014.

## Семья
- Отец — Борис Иванович Мартино (1886—1945), из дворян[14], офицер Российского императорского флота (1907 — кадет Морского корпуса, 1908 — офицер, старший лейтенант[15]), преподаватель французского языка в шариатской гимназии Сараева[16], инженер-электрик[14], 28.04.1945 был арестован управлением контрразведки Смерша 3-го Украинского фронта по статье 58-4 УК РСФСР за членство в организации «Национально-трудового союза нового поколения», 09.08.1945 был осуждён и приговорён военным трибуналом Южной группы войск к десяти годам исправительно-трудовых лагерей с конфискацией имущества, 15.02.1995 был реабилитирован прокуратурой АРК, главного управления СБУ в Крыму, дело номер 021321[14]
- Мать — Виктория Августовна[15] (?—1947), девичья фамилия — ?, шведка[17], протестантка из Гельсингфорса[18]
- Жена — ?
- Дети — ?
- Крестница — Людмила (род. 1944), дочь Р. В. Полчанинова, друга, которую Б. Б. Мартино покрестил в сентябре 1944 года[2]

## Память
В декабре 2012 года, к 95-летию со дня рождения и 50-летию со дня кончины Б. Б. Мартино, в Доме русского зарубежья в Москве была проведена 2-дневная конференция «Внешкольное воспитание в современной России». Организаторами конференции выступили Объединение педагогических исследований им. М. В. Агапова-Таганского и ОРЮР при поддержке Дома русского зарубежья и благотворительного фонда «Русский скаут».